# Louis Ricard de Gourdon de Genouillac de Vaillac
Louis Ricard de Gourdon de Genouillac de Vaillac, mort en 1583, est un évêque français du XVIe siècle. 

## Biographie
Louis est le fils de Jean Ricard III, conseigneur de Gourdon et seigneur de Genouillac, et de Marguerite d'Aubusson.
Louis Ricard de Gourdon est protonotaire du Saint-Siège, abbé de saint Romain de Blaye, de Saint-Martial de Limoges et de Saint-Lô en Normandie. De Gourdon est doyen de Carennac. Il est nommé évêque de Tulle en 1560 et fait son entrée en 1561. L'évêque assiste au concile de Trente. 